# John Milton Rodríguez
John Milton Rodríguez González  (Cali, 18 de septiembre de 1969) es un ingeniero industrial,  predicador evangélico, escritor y político colombiano. Fue candidato a la presidencia de la República de Colombia, fue Senador de la República de Colombia, del partido Colombia Justa Libres desde julio de 2018 hasta julio de 2022, además es el fundador y pastor general de la iglesia Misión Paz  y de la universidad “CUDES” (Corporación Universitaria para el Desarrollo Social y Empresarial). Fue uno de los líderes de la coalición Nos Une Colombia.

## Biografía
Nació en Cali el 18 de septiembre de 1969. Estudió Ingeniería industrial en la Universidad Autónoma de Occidente, se casó con Norma Stella Ruiz con quien tuvo cuatro hijos, a los 26 años, se convirtió en pastor protestante y cuatro años después, en 1999, fundó la Iglesia Misión Paz a las Naciones. Nunca ha cursado estudios en Teología. Hoy en día Misión Paz congrega a más de 25.000 personas y tiene 32 sedes en toda Colombia, con su sede principal en Cali en el km1 vía Cali -  Yumbo.
Desde el 2007 inició la remodelación de su sede que acoge a más de 60.000 personas por semana. Un proyecto de 130.000 mts2 que cuenta con cinco edificios, un auditorio para 7000 personas y la cubierta. Es llamado “Centro Internacional de Desarrollo Social” CIDS y está en el norte de la ciudad.[cita requerida]

### Trayectoria política
Rodríguez a lo largo de su vida ha ocupado cargos directivos en algunos de los grupos industriales más importantes del Valle del Cauca como lo son: Castilla Riopaila, Mayagüez, y Grupo Lloreda S.A.[cita requerida] Ha sido varias veces miembro del Consejo de Política Social del Valle del Cauca y de Cali[cita requerida]. En el 2013 hizo parte del grupo político que estaba en contra de la modificación del Artículo 42 de la Constitución de Colombia, logrando que se hundiera el proyecto que pretendía llevar a cabo el acto legislativo. Para conseguir esto, Rodríguez hizo un pacto privado con el senador Roy barreras en el que a cambio de apoyo político y electoral el senador debía de oponerse a esta legislación.
Su partido político adhiere al conservadurismo social con un enfoque en la doctrina cristiana protestante y la cosmovisión bíblica, sus propuestas, aunque tienen a un gran porcentaje de la comunidad religiosa de su lado, han sido duramente juzgadas por otros sectores.
Fue uno de los tres pastores que representaron a las iglesias protestantes en las negociaciones de los Acuerdos de paz entre el gobierno de Juan Manuel Santos y las FARC-EP, logrando que se revisaran varios puntos del acuerdo de paz que se había pactado.[cita requerida] Fue un activo militante por el No al Plebiscito sobre los acuerdos de paz de Colombia de 2016.[cita requerida]
Lideró el movimiento de la sociedad civil conformado por organizaciones de trabajadores, representantes de iglesias protestantes y delegados de la clase media, para revisar la Reforma Tributaria de 2016.
Fue cofundador del movimiento “Colombia Justa Libres” en el año 2017, bajo la premisa de que “el Protestantismo evangélico debe dejar de ser un eco, para convertirse en una voz que participe en la solución de los problemas del país”, teniendo como bandera fundamental la reconciliación de la Nación y la defensa de los principios y valores alrededor de la familia, el impulso de la reforma a la salud, la educación y la defensa de las víctimas del conflicto armado, así como la protección del ambiente natural.
Por primera vez participó de las Elecciones legislativas de Colombia de 2018, para el Periodo 2018 – 2022 alcanzando una votación cercana a los 500.000 votos, superando una desigual contienda electoral con los partidos tradicionales y denunciando un escandaloso fraude electoral[cita requerida] que les permitió recuperar una importante votación, logrando hasta el momento contar con una bancada de tres senadores electos de los cuales él hace parte y un representante a la Cámara de Representantes de Colombia por Bogotá.
También es el autor del proyecto de ley de la comisión legal próvida, en contra de la legalización del aborto y su partido se opone a la solicitud admitida por la Corte Constitucional en la que se solicita cambiar la definición de familia consignada en el artículo segundo de la ley 1361 de 2009, para incluir a las familias constituidas por parejas del mismo sexo.
Es actual Senador de la República y vocero de bancada del Partido Colombia Justa Libres. Se desempeña como actual vicepresidente de la Comisión de Ética y Estatuto del Congresista del Senado de la República de Colombia y hace parte de la Comisión IV Permanente de esta misma institución en la cual se tratan temas de vital importancia para la Nación como lo son: leyes orgánicas de presupuesto, control fiscal, patentes y marcas, organización de establecimientos públicos nacionales, control de calidad y precios y contratación administrativa.

### Creación del partido político Colombia Justa Libres
Colombia Justa Libres surge de una fusión de dos movimientos políticos, el primero Colombia Justa que inicia de la siguiente manera: John Milton Rodríguez estuvo en Cuba con los pastores Eduardo Cañas y Héctor Pardo quienes participan en los diálogos de paz entre el gobierno Santos y las FARC. Tras los encuentros, se desencantaron por participar en los diálogos, alegando que le «facilitaba» a las FARC el acceso al poder.
Los tres pastores invitaron a más dirigentes de Colombia. Se realizaron cuatro convocatorias nacionales y más de setenta regionales para comunicarse con víctimas del conflicto armado, militares, afrodescendientes e indígenas, fundando «Colombia Justa».
Por otro lado se encontraba Libres, movimiento que ya había tenido participación en las elecciones regionales de Colombia de 2015. El movimiento lanzó lista al concejo de Bogotá y tuvo candidato a la Alcaldía de Bogotá: Ricardo Arias Mora, líder del movimiento, quien obtuvo cerca de 100 000 votos. Además, presentó el proyecto delc ante el expresidente Juan Manuel Santos, luego del plebiscito sobre los acuerdos de paz de Colombia de 2016. La lista al concejo de Bogotá superó los 70.000 votos y sacó un representante al concejo de Bogotá, Emel Rojas. Colombia Justa se constituye posteriormente como grupo significativo de ciudadanos Colombia Justa Libres el 11 de diciembre de 2017. En las elecciones legislativas de Colombia de 2018 logra obtener 431,506 votos, el 3%, lo necesario para constituirse como partido político, logrando tres Senadores de la República de Colombia y un representante a Cámara de Representantes de Colombia.
En 2021 se presentan diferencias entre el liderazgo del partido, por la renuncia del Pastor Eduardo Cañas y la designación que hizo de que su puesto fuese reemplazado por otro de los directores: John Milton Rodríguez, cosa que estaba en contra de los estatutos del partido, pues quienes debían elegir el reemplazo era el Concejo de Ancianos del partido. Posteriormente Rodríguez como precandidato presidencial del partido, con venia del Veedor del partido Héctor Pardo, ya que este no se opone oficialmente, realiza un asamblea paralela designándose candidato presidencial del partido, a lo que los demás miembros se oponen, principalmente Ricardo Arias quien también era precandidato presidencial del partido, incluso el veedor Pardo, quien luego presenta renuncia al cargo, y Arias lidera una demanda por este hecho, ante el Consejo Electoral.

### Coalición política
El 3 de  septiembre de 2021 junto con los demás dirigentes de su partido político Colombia Justa Libres, conformaron con el partido MIRA, la primera coalición electoral y política del sector religioso en Colombia a la que denominaron Nos Une Colombia, esta fue lanzada mediante un video en el que intervinieron los presidentes de ambas colectividades y todos sus congresistas.

### Candidatura a la presidencia
Rodríguez lanzó su precandidatura presidencial el 5 de agosto de 2021 en Cali su ciudad natal, como uno de los aspirantes por su partido político Colombia Justa Libres, debido a esto dejó la copresidencia de este para dedicarse de lleno a las labores de campaña política. Luego de librar batallas jurídicas contra otros dirigentes de su partido, logra inscribir su candidatura presidencial para las elecciones de 2022.